# Uppsala (condado)

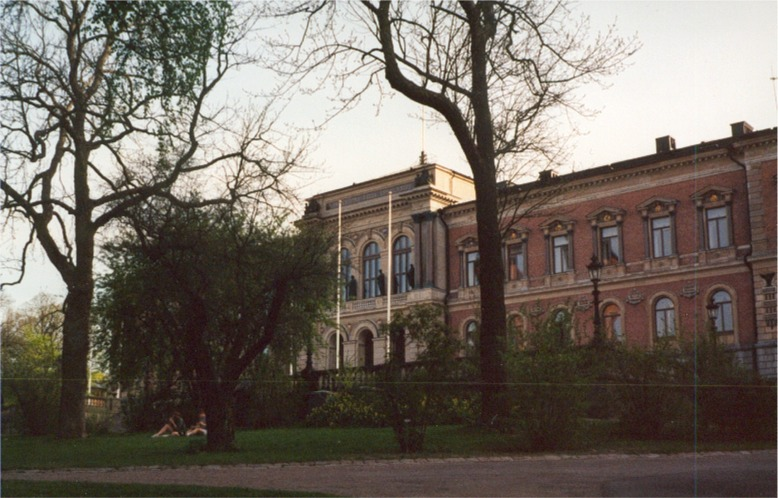
Universidade de Uppsala

Nota linguística: Não confundir grevskap (território governado por um conde) com län (subdivisão administrativa da Suécia).
O Condado de Uppsala (em sueco: Uppsala län;  ouça a pronúncia), raramente Condado de Upsália (em latim: Upsaliae Comitatus), é um dos 21 condados da Suécia.                                                                                                                                                                                             

Está situado na região histórica da Svealand, e compreende a parte norte e ocidental da província histórica da Uppland.   

Ocupa 1,7% da superfície total do país, e tem uma população de 404 766 habitantes (2024).                                                                                                             A sua sede administrativa (residensstad) está na cidade de Uppsala.

## História
O Condado de Uppsala foi fundado em 1634 e adquiriu a sua forma atual em 1971.

### O condado atual e as províncias históricas
Abrange atualmente a parte norte e ocidental da província histórica da Uppland, e ainda uma pequena parcela da Gästrikland.   

A Svealand
A Província histórica da Uppland
O Condado de Uppsala

### Brasão
O brasão do condado de Uppsala foi herdado diretamente da província histórica de Uppland, apesar de uma parte importante da província não fazer parte do conado. Quando é representado com uma coroa real, simboliza o governo civil do condado (länsstyrelse).

## Geografia

### Comunas
O condado de Uppsala está subdivido em 8 comunas (kommuner):

| # | Comuna     | População 2022 |
| - | ---------- | -------------- |
| 1 | Uppsala    | 242 140        |
| 2 | Enköping   | 47 848         |
| 3 | Håbo       | 22 765         |
| 3 | Östhammar  | 22 344         |
| 5 | Tierp      | 21 406         |
| 6 | Knivsta    | 20 133         |
| 7 | Heby       | 14 421         |
| 8 | Älvkarleby | 9 625          |

### Cidades e localidades principais
Os maiores centros urbanos do condado eram em 2018:

| #  | Localidade  | População 2018 |
| -- | ----------- | -------------- |
| 1  | Uppsala     | 160 926        |
| 2  | Enköping    | 23 988         |
| 3  | Bålsta      | 15 210         |
| 4  | Sävja       | 9 691          |
| 5  | Knivsta     | 8 332          |
| 6  | Storvreta   | 6 281          |
| 7  | Tierp       | 6 143          |
| 8  | Skutskär    | 6 093          |
| 9  | Alsike      | 4 933          |
| 10 | Östhammar   | 4 906          |
| 11 | Björklinge  | 3 336          |
| 12 | Gimo        | 2 782          |
| 13 | Heby        | 2 705          |
| 14 | Alunda      | 2 629          |
| 15 | Bälinge     | 2 605          |
| 16 | Österbybruk | 2 369          |
| 17 | Örbyhus     | 2 153          |

### Comunicações
O condado é atravessado pela estrada europeia E4, no sentido norte-sul e pela estrada europeia E18, no sentido este-oeste,  assim como pela pela linha férrea Estocolmo–Gävle. Dispõe do aeroporto de Arlanda, já no condado de Estocolmo, e de um porto de cargas diárias em Hargshamn, com ligação a Nystad, na Finlândia.

### Economia
A economia do Condado de Uppsala está principalmente assente em serviços e administração. Uma pequena parte está baseada em indústria, e uma parte menor na agricultura.
Entre os serviços podem ser destacados a Universidade de Uppsala e a Universidade de Ciências Agrárias, e no campo da administração a Agência Nacional de Produtos Médicos, a Agência Nacional de Produtos Alimentares a Agência Nacional de Pesquisa Geológica e o Instituto Veterinário Nacional.
A indústria manufatureira conta com empresas como a Sandvik Coromant em Gimo (ferramentas de metal duro), Atlas Copco em Tierp (ferramentas de ar comprimido) Fläkt Woods em Enköping (equipamentos climatizadores).
A agricultura está concentrada na cercania das cidades de Uppsala, Tierp e Enköping, onde são cultivados trigo, cevada e aveia.

### Educação

#### Ensino superior
Existem várias instituições de ensino superior no condado:
- Universidade de Uppsala (Uppsala universitet; Uppsala)
- Universidade de Ciências Agrárias da Suécia (Sveriges lantbruksuniversitet ; Uppsala)

## Política e administração regional

### Órgão administrativo regional
Como subdivisão regional, o condado é chefiado por um governador (landshövding), nomeado pelo governo, e tem a missão de executar as tarefas administrativas do estado nesse mesmo condado, contando para tal com o ”Conselho Administrativo do Condado de Uppsala” (Länsstyrelsen i Uppsala län). 

### O condado e a região
No mesmo território do Condado de Uppsala (län), opera a Região Uppsala (region). Enquanto que o condado é um órgão administrativo – cujo governador é nomeado pelo estado, a região é um órgão político – eleito pelos cidadãos, e responsável pela gestão local da saúde, transportes, cultura, etc…

### O condado na União Europeia
No âmbito da União Europeia, o Condado de xxxxxx é uma unidade estatística do tipo (Nuts 3).